# Saint-Joseph de Tivoli
Das Lycée Saint Joseph de Tivoli ist eine französische Privatschule in Bordeaux (Département Gironde). Es ist eine der ältesten Schulen in Bordeaux, die noch heute bestehen. Schulleiter ist Michel Grac.

## Geschichte
Saint Joseph de Tivoli wurde im Jahr 1752 als Nachfolgeschule des Collège de la Madeleine von Jesuiten gegründet. Das aktuelle Gebäude im Viertel Caudéran wurde am 31. Mai 1931 eingeweiht. Nach dem Krieg besuchten 636 Jungen die Einrichtung, Mädchen wurden erst ab 1977 aufgenommen. Im Jahr 2002 betrug die Zahl der Schüler 1867.

### Die jesuitische Tradition
Gemäß der jesuitischen Tradition beinhaltet die Schule Klassen der École maternelle, der École primaire, ein Collège und ein Lycée mit dem Baccalauréat in den Richtungen littéraire (Literatur und Philosophie), scientifique (Naturwissenschaften) und économique et social (soziale Wissenschaften). Die Betonung liegt auch auf dem Unterricht lebender Sprachen. Die Einrichtung bietet daher internationale Austauschprogramme nach Deutschland, Spanien und die Vereinigten Staaten an. Das jesuitische Bildungsziel, das die Öffnung gegenüber anderen, das gegenseitige Teilen und den Austausch propagiert, hat sich auch der 1988 gegründete Verein Tivoli Sans Frontières (TSF) zur Aufgabe gemacht, der es jedes Jahr Schülern erlaubt, Dörfer in Burkina Faso bei der Entwicklung zu helfen, indem sie Schulen und Krankenstationen bauen.

### Ansehen
Das Lycée genießt den Ruf einer reichen Schule. Das Lycée Saint-Joseph de Tivoli sei „der Traum des linken katholischen Bürgertums, der liberalen Berufe fortschrittlicher Richtung“, so das wöchentlich erscheinende Magazin Challenges.